# 施霖 (康熙进士)
施霖（？—？），順天府宛平縣（今北京市）人，是一名清朝政治人物。
施霖曾于雍正六年（1728年）接替左秉震署南汇县知县一职，1729年由马任接任。